# Eugenia malangensis
Eugenia malangensis är en myrtenväxtart som först beskrevs av Karl August Otto Hoffmann, och fick sitt nu gällande namn av Franz Josef Niedenzu. Eugenia malangensis ingår i släktet Eugenia och familjen myrtenväxter. Inga underarter finns listade i Catalogue of Life.